# Miguel Veloso
Miguel Luís Pinto Veloso (* 11. května 1986, Coimbra, Portugalsko) je portugalský fotbalový záložník a reprezentant, od léta 2023 působí v italském klubu Pisa SC. Hraje na postu defenzivního záložníka. 

## Reprezentační kariéra
Veloso nastupoval v portugalských mládežnických reprezentacích U16, U17, U18, U19, U20 a U21. V A-týmu Portugalska debutoval 13. 10. 2007 v kvalifikačním zápase o EURO 2008 proti reprezentaci Ázerbájdžánu (výhra 2:0). Celkově za portugalský národní výběr odehrál 56 zápasů a vstřelil v něm 3 branky (k 11. 10. 2015). Zúčastnil se EURA 2008 v Rakousku a Švýcarsku, MS 2010 v Jihoafrické republice, EURA 2012 v Polsku a na Ukrajině, a MS 2014 v Brazílii.

## Osobní život
Jeho otec António byl rovněž fotbalista. Hrál několik let za Benficu Lisabon a byl dlouholetý člen portugalské reprezentace. V roce 2013 se oženil s dcerou prezidenta Janova CFC Enrica Preziosiho. V roce 2016 se jim narodil syn Leonardo.